# Клементьево (Ярославская область)
Клементьево — село в Угличском районе Ярославской области России. 
В рамках организации местного самоуправления входит в Слободское сельское поселение, в рамках административно-территориального устройства — является центром Клементьевского сельского округа.

## География
Расположено в 28 километрах к востоку от центра города Углича.

## История
Каменная Никольская церковь в селе построена в 1793 году на средства прихожан и имела три престола: в летней - в честь св. Николая, в зимней - Св. Троицы и св. Сергия Радонежского. 
В конце XIX — начале XX село являлось центром Клементьевской волости Угличского уезда Ярославской губернии. 
С 1929 года село являлось центром Клементьевского сельсовета Угличского района, с 2005 года — в составе Слободского сельского поселения.

## Население
| 1859 | 1914 | 2007 | 2010 |
| ---- | ---- | ---- | ---- |
| 309  | ↗375 | ↘187 | ↗196 |

Согласно результатам переписи 2002 года, в национальной структуре населения русские составляли 99 % от всех жителей.

## Достопримечательности
В селе расположена действующая Церковь Николая Чудотворца (1793).